# Василенко, Сергей Васильевич
 Сергей Васильевич Василенко  (род. 3 декабря 1950) — российский физик-электронщик, литературовед и педагог, член Мандельштамовского общества, создатель музея О. Э. Мандельштама.

## Биография
Сергей Васильевич Василенко родился 3 декабря 1950 года. В 1968—1974 годах учился в Московском-физико-техническом институте по специальности «Электроника».
По окончании института и до 1986 года работал в НПО «Исток» г. Фрязино Московской области. Проживал в общежитии на ул. Ленина 14а. В этот же период времени (1978—1980) для получения комнаты в коммунальной квартире во Фрязино 2 года работал истопником во Фрязинской котельной.
Василенко Сергей Васильевич с 1974 года занимается изучением творчеством поэта О. Мандельштама, текстологией его произведений, собиранием и систематизацией биографических сведений о поэте.
Осуществил более 40 публикаций о жизни и творчестве О. Мандельштама, участвовал в подготовке двух Собраний сочинений Мандельштама и издании его стихов и прозы. (Мандельштам О. Стихотворения. Проза. М.: Рипол Классик, 2001).
В 1977 году Сергей познакомился со вдовой поэта, Надеждой Яковлевной Мандельштам, и с её участием стал собирать материалы для будущего музея О. Мандельштама. В 1990-е годы работал в Принстонском университете (США) с архивами О. Э. Мандельштам и Н. Я. Мандельштам. Член Мандельштамовского общества с 1991 года.
Сергей Васильевич собрал по крупицам солидную экспозицию о творчестве и жизни О. Мандельштама, насчитывающую более 500 экземпляров, включая воссозданную библиотеку поэта.
В октябре 2010 года при поддержке Администрации г. Фрязино открыл во Фрязинской библиотеке первую в России Литературную экспозицию «Осип Мандельштам», переросшую затем в музей поэта. Экспозиция музея располагает богатым фондом ксерокопий автографов Мандельштама, включая ксерокопии из Отдела редких книг и рукописей Принстонского университета (США), автографами поэта.
В настоящее время[когда?] Сергей Васильевич Василенко занимается подготовкой к изданию мемуаров Н. Я. Мандельштам в 2 томах и Академического Собрания сочинений О. Мандельштама, пишет статьи и выступает на конференциях, посвященных О. Мандельштаму.
Семья: первая жена, Василенко Галина, умерла в 1980 году, оставив Сергею Васильевичу сына, вторая — Василенко Людмила Николаевна, работает директором Фрязинской городской библиотеки, имеет дочь.